# Tuta absoluta
La polilla del tomate (Tuta absoluta), también conocida como polilla perforadora, cogollero del tomate, gusano minador del tomate o minador de hojas y tallos de la papa,  es un pequeño lepidóptero ditrisio de la familia Gelechiidae, muy extendida por América del Sur. Está presente en Argentina, Bolivia, Brasil, Chile, Colombia, Ecuador, Paraguay, Perú, Uruguay, Venezuela, pero no aparece por encima de los 1000 m s. n. m., ni en zonas de temperaturas bajas, ya que la temperatura es un factor limitante para su supervivencia. Es una plaga para los cultivos de tomate, patata y otras solanáceas, tanto silvestres como cultivadas, siendo también la berenjena un huésped potencial.
De alto potencial reproductivo (pueden llegar a las doce generaciones al año), los adultos son de hábitos nocturnos mientras que durante el día normalmente se esconden entre el follaje. La hembra efectúa su puesta sobre la parte aérea de la planta, especialmente en el anverso de las hojas de forma aislada, pero también se pueden encontrar en otros órganos de la planta. Una hembra pone entre cuarenta y cincuenta huevos durante su vida, llegando en algunas ocasiones hasta los doscientos sesenta huevos. El adulto presenta una coloración grisácea con manchas negras en las alas anteriores, llega a 10 mm de envergadura.

## Crecimiento y desarrollo
Los huevos son cilíndricos, de color blanco crema a amarillo, miden 0,4 mm de largo por 0,2 de diámetro y suelen depositarse en el envés de las hojas.
Tras eclosionar, las larvas pasan por cuatro estadios larvarios llegando al final del último con una longitud de 7,5 mm y es de color verdoso con manchas rosadas, para después pupar en el suelo, sobre la superficie de las hojas o incluso dentro de las galerías, en función de las condiciones ambientales.
La pupa suele estar recubierta de un capullo blanco y sedoso y la podemos localizar en cualquier lugar de la planta y del suelo.
Las larvas suelen presentar color crema con la cabeza oscura, y la parte dorsal del segmento protorácico sólo oscura en una estrecha banda, lo que la diferencia de Phthorimaea operculella (polilla de la patata, también Gelechiidae), que tiene la totalidad de dicho segmento de color oscuro. Pasan a color verdoso y ligeramente rosado, sobre todo en la zona dorsal a partir del segundo estadio larvario. Las larvas tienen entre 1 y 8 mm de longitud. La pupa es de color marrón, y el adulto que mide unos 10 mm, posee antenas filiformes y alas grises con manchas negras sobre las alas anteriores.
La especie necesita de veintinueve a treinta y ocho días para completar su ciclo, según las temperaturas, y presenta un número alto de generaciones anuales (de diez a doce). Las bajas temperaturas son un factor limitador de su supervivencia.

## Daños en los cultivos
Inmediatamente después de nacer las larvas penetran en los frutos, en las hojas o en los tallos de los que se alimentan, creando perforaciones y galerías. Los frutos pueden ser atacados desde su formación, pudiendo dar lugar a que se pudran posteriormente por la acción de patógenos secundarios, lo que permite una rápida observación de los síntomas.
Sobre las hojas, las larvas se alimentan únicamente del tejido del mesófilo, dejando la epidermis intacta. Las minas son irregulares y posteriormente se necrosan. Las galerías sobre el tallo afectan al desarrollo de las plantas atacadas.

## Presencia y control de la plaga

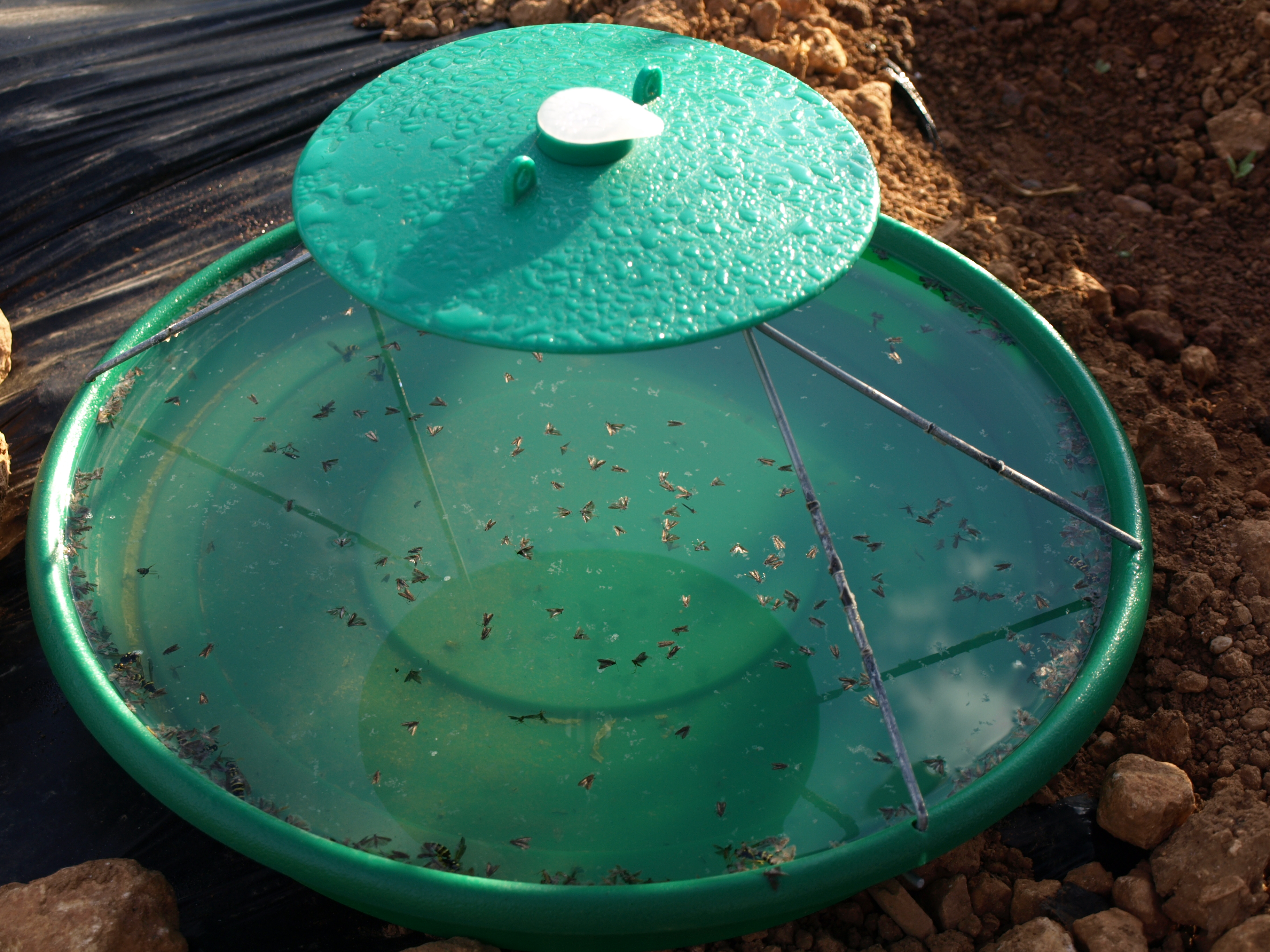
Trampa de agua con feromonas sintéticas, utilizada para atraer a la Tuta absoluta.

Para detectar precozmente la presencia de Tuta absoluta en una zona productora, se usan trampas con feromonas sexuales. Si no se capturan individuos, es señal de que no hay riesgo de daños.
Para el control de la plaga se están desarrollando diversas estrategias de manejo integrado de plagas, combinando el uso de feromonas sintéticas para la detección precoz y el seguimiento de las poblaciones, la utilización de organismos de control biológico (microorganismos, hongos entomopatógenos e insectos parásitos y depredadores) y los tratamientos con productos fitosanitarios de origen químico de contacto y sistémicos autorizados en los momentos adecuados.
Una medida recomendada es arrancar y destruir todo el material afectado, así como los restos de la cosecha. Igualmente es recomendable la rotación con cultivos que no sean solanáceas. También el efectuar un seguimiento y eliminación de otras plantas huésped que pudieran albergar a la plaga, especialmente de las especies silvestres que son sensibles a su ataque.
En el caso de cultivo en invernadero la utilización de mallas con un espacio de apertura inferior a 1,6 mm impide la entrada o la salida de Tuta absoluta.
Aunque su acción estaba centrada en América del Sur, en 2006 se documentó por primera vez su presencia en España. En la Comunidad Valenciana se detectó en junio de 2007. Su difusión es rápida y a finales del 2007 ya se localizaron focos en otros lugares del litoral mediterráneo. En 2009 se extendió por toda la zona mediterránea española y supuso desde entonces un gran problema sobre todo en el cultivo de tomate.
En una de las últimas investigaciones realizadas, el equipo de mejoradores genéticos de tomate de la empresa Zayintec, estaba realizando estudios de resistencias con variedades de tomate que soportaban especialmente bien los ataques de Tuta, y avanzando en los motivos que originaban esta especial resistencia genética del tomate, se descubrió una abundante presencia del compuesto químico Zingibereno en los exudados producidos por los tricomas glandulares de las hojas de algunas variedades de tomate silvestre.
Profundizando en la investigación se ha descubierto que el compuesto químico responsable de la resistencia a Tuta Absoluta en el germoplasma de tomate, también es un componente principal de los volátiles de las Zingiberáceas, siendo su presencia más importante en el aceite esencial de jengibre y cúrcuma.
Tal y como se reivindica en la patente se ha demostrado que la aplicación exógena en plantas de tomate de este compuesto, es eficaz en determinadas condiciones de temperatura, como agente de control de Tuta Absoluta.
La aplicación de Alfa-Zingibereno provoca los siguientes efectos frente a Tuta absoluta cuando es aplicado de forma exógena en plantas de tomate sensibles a este insecto:
- Provoca un efecto de no preferencia ("non-host") sobre las plantas de tomate tratadas.
- Reduce sensiblemente la oviposición de los adultos de Tuta absoluta en plantas de tomate.
- Las larvas reducen su actividad alimentaria sobre las plantas de tomate tratadas, provocando un porcentaje de mortandad.
- Alfa-Zingibereno provoca mortalidad de huevos y larvas neonatas en porcentajes que dependen de las dosis aplicadas.